# Buggane
Le buggane est une créature fantastique du folklore de l'île de Man. Le buggane prend les traits d'un ogre à taille immense. Les bugganes sont réputés avoir les cheveux noirs, des griffes, des défenses et une large bouche rouge. Comme ils peuvent vivre sous la terre, on peut les assimiler à des taupes géantes. Ils en diffèrent toutefois par leur intelligence et par le fait qu'ils s'adressent parfois aux humains.
Un buggane vit toujours en un lieu précis : une vieille ruine, une forêt, une chute d'eau, où il demeure jusqu'à ce qu'il en soit dérangé. On dit d'eux qu'ils sont des êtres magiques, incapables de traverser de l'eau ou de fouler un sol sacré. Il arrive que des fées les invitent à punir des personnes qui les auraient offensées.

## Contes de bugganes

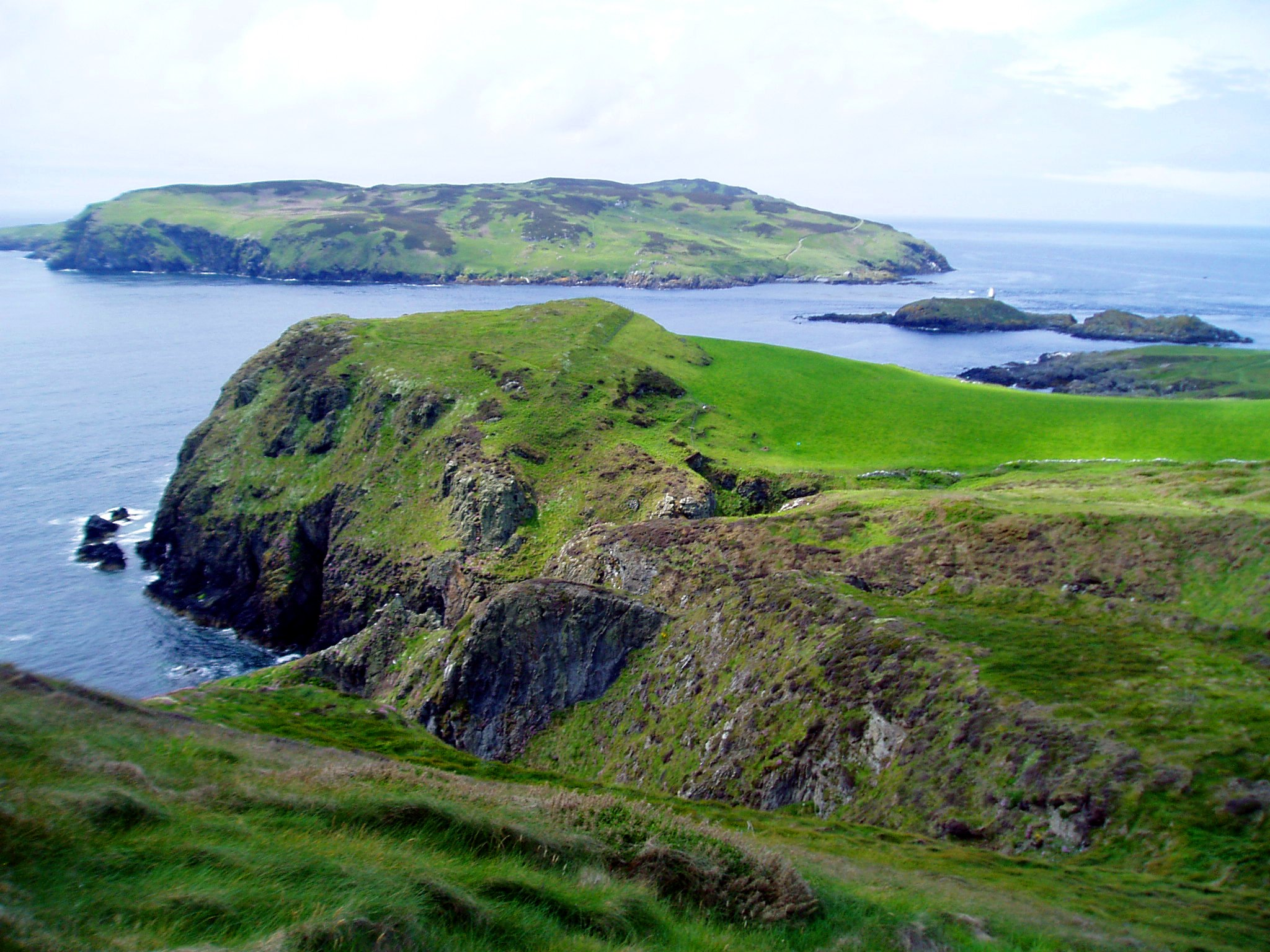
Selon la légende, le Calf of Man, au sud de l'île de Man, aurait été créé par le combat entre un buggane et le géant Finn Mac Cumaill.

- La plus célèbre histoire concernant un buggane est réputée avoir eu pour cadre l'église de Saint Trinians, sur l'île de Man, dont le toit était invariablement mis en pièces par un buggane.
- Une autre histoire raconte qu'une femme fut à deux doigts d'être tuée par un buggane, chargé par des fées d'être punie pour avoir cuisiné après le coucher du soleil.
- Selon des légendes celtes irlandaises, le détroit de Calf, au sud de l'île de Man, fut créé au cours d'un combat entre le géant irlandais Finn Mac Cumaill et un buggane.

## Variantes
Comme pour la plupart des créatures fantastiques médiévales, il existe plusieurs descriptions des bugganes.
Selon un récit, les bugganes sont des esprits de l'eau qui résidaient dans les cascades et les cours d'eau de l'île de Man. Ils changeaient de forme, prenaient parfois celle d'un cheval ou d'une vache, et pouvaient aussi apparaître sous la forme d'êtres humains. Néanmoins, un buggane en humain peut aisément être découvert. Il a en effet des cheveux, des ongles et des dents de longueur exceptionnelle.